# Tösssteg Winterthur-Wülflingen
Der Tösssteg Winterthur-Wülflingen ist ein Fussgängersteg über die Töss in Winterthur-Wülflingen im Schweizer Kanton Zürich. Er wurde 1934 nach den Plänen des Architekten Walter Pfeiffer erstellt. Die Fussgängerbrücke wird vom Bund als B-Objekt im Inventar der Kulturgüter von nationaler und regionaler Bedeutung und als Objekt von nationaler Bedeutung im Inventar historischer Verkehrswege der Schweiz geführt.

## Erstellung
Die Pläne für die Brücke stammten von Walter Pfeiffer. Robert Maillart, dem die Brücke oftmals zugeschrieben wird und dessen Brücken auch als Vorbild dienten, beteiligte sich mit einem Gutachten zur Brücke am Bau, das den Stadtrat zur Ausarbeitung einer Kreditvorlage überzeugte. Die Brücke wurde dazumals als Arbeitbeschaffungsmassnahme erbaut.
Die Erstellung der damals 15'800 Fr. teuren Brücke (heute inflationsbereinigt 130'967 Fr.) dauerte zwei Monate. Die Ausführung der aus einem versteiften Stabbogen und armierten Beton bestehenden Brücke wurde vom A.-G. Baugeschäft Wülflingen übernommen.

## Architektur
Die geschwungene Brücke mit einer Pfeilhöhe von 3,5 Metern ist 48 Meter lang und umfasst eine Fahrbahn von 2,4 bis zu 3 Metern Breite nahe den beiden Ufern. In der Mitte der Brücke verschmilzt der Brückenträger mit dem 14 Zentimeter starken Versteifungsbogen. Der 54 Zentimeter hohe Versteifungsträger dient gleichzeitig als Sockel für das Geländer, das in seiner Gestaltung ebenfalls der Schwingung der Brücke folgt. An beiden Enden hat die Brücke eine leichte Gegenkrümmung, die jedoch auf der einen Seite durch eine Verbreiterung der Schlosstalstrasse inzwischen abgeschnitten wurde, sodass die Brücke direkt in das dortige Trottoir mündet.
Max Bill sprach bezüglich der Brücke «von einer Leichtigkeit ihrer Erscheinung und von einer ansprechenden Natürlichkeit, als ob sie selbst dort gewachsen wäre und über die Verbindung über den Fluss gesucht hätte». Auch Mirko Roš (1879–1962), Professor für Baustoffkunde an der ETH Zürich und Direktor der EMPA, bezeichnete die Brücke 1945 anlässlich von Belastungstests als «bemerkenswertes Beispiel einheimischer Eisenbeton-Kunst». Gemäss David P. Billington ist die Gegenkrümmung der Brücke das entscheidende Element für deren Einbindung in die Umgebung.
Zuletzt wurde die Brücke im Jahr 2002 saniert, wobei 2004 noch letzte Baumängel beseitigt wurden.